# 315-та стрілецька дивізія (СРСР)
315-та Мелітопольська Червонопрапорна ордена Суворова стрілецька дивізія (рос. 315-а Мелітопольська Червонопрапорна ордена Суворова стрілецька дивізія) — радянська дивізія. Сформована у лютому 1942 року в Алтайському краї. В її полках і батальйонах служили сотні уродженців Кузбасу.

## Історія
Навесні 1942 року дивізія прибула в Камишин, де до серпня проводила бойову підготовку. Командував дивізією генерал-майор М. С. Князєв, а політичним комісаром назначений батальйонний комісар (пізніше підполковник) П. І. Чернов. 20 серпня 1942 рокудивізія увійшла до складу Сталінградського фронту та стала висуватися в район північніше Сталінграда. Один з полків дивізії опинився під станцією Котлубань. 23 серпня 1942 німецький 14-й танковий корпус, прорвавши оборону 62-ї радянської армії на Дону, кинувся до північній частині Сталінграду та на 16-и годинах вийшов до Волги північніше міста, де розташовані селища Латошинка, Акатовка та Ринок. Виникла загроза захоплення північної частині Сталінграду. Щоб знищити сили німців, Верховне Головнокомандування направило в цей район свої резерви. З міста Камишина а саме 315-я дивізію сибіряків.

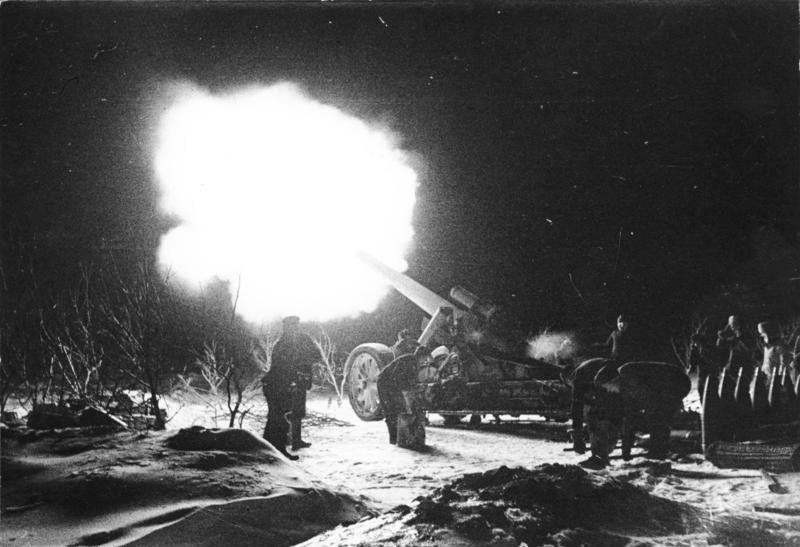
Севастополь 1942 рік. Нічний гарматний залп.

Після війни ветеран дивізії, Беловчанін Іван Тимофійович Гребенщиков згадував: … «Під Котлубань ми прийняли жорстокий бій Того дня, 23 серпня, в голому степу ми відбивалися від німців 4:00 Солдати гинули під гусеницями танків, від бомб і снарядів німецької авіації Ми змушені були відступити, але через день знову бій. Так було цілий місяць». У Котлубані 315-я дивізія втратила вбитими сотні бійців.
25 серпня 1942 Ставка Верховного Головнокомандування наказала вивести 315-ту стрілецьку дивізію відповідно до директиви Ставки ВГК від 31 серпня 1942 № 994185 в резерв ВГК (навантаження —. Ст Иловля, з 18.00 26 серпня 1942, вивантаження — станція Олешки (Керуючий)). 29 серпня 1942 під зміну попередньої директиви СВГК надійшла інша: «… З району Садков похідним порядком до результату 2.10.1942 зосередити 315-ту стрілецьку дивізію в районі ст. Зазнезватка (70 км на південний захід Камишина)».
2 жовтня дивізію вивели на переформування. Вона повернулася у Сталінград 24 листопада 1942 року, коли вже відбувся контрнаступ радянських військ, дивізія брала участь у бойових діях на південному фланзі Сталінградського фронту. Дивізії протистояли румунські війська. Багато з них здалося у полон. Потім бої на території Ростовської області, участь у визволенні Донбасу бої за місто Мелітополь, Артемівськ тощо. Дивізія удостоєна почесного звання Мелітопольської. Брала участь 315-а і в штурмі Перекопського перешийка, брала Севастополь. На Кримському півострові вона залишилася до кінця війни.

## Склад дивізії
- 362-й стрілецький полк
- 724-й стрілецький полк
- 1328-й стрілецький полк
- 1012-й артилерійський полк
- 431-й окремий винищувально-протитанковий дивізіон
- 188-а розвідувальна рота
- 700-й саперний батальйон
- 847-й окремий батальйон зв'язку
- 900-й окремий батальйон зв'язку
- 448-а окрема рота зв'язку
- 507-й медико-санітарний батальйон
- 485-а (488)-а окрема рота хімзахисту
- 551-а автотранспортна рота
- 394-а польова хлібопекарня
- 864-й дивізійний ветеринарний лазарет
- 1853-я польова поштова станція
- 1172-а польова каса стрілецька

## Бойовий період
20 серпня 1942 — 2 жовтня 1942

24 листопада 1942 — 10 вересня 1944

## Командири дивізії
Дмитро Куропатенко, (12.02.1942 — 03.02.1943), генерал-майор; 

Михайло Князєв, (04.02.1943 — 15.09.1943), полковник, з 01.09.1943 генерал-майор;

Асканаз Карапятян, полковник, з 02.11.1944 генерал-майор;